# LuckyChap Entertainment
LuckyChap Entertainment — американская продюсерская компания, базирующаяся в Лос-Анджелесе, основанная в 2014 году Марго Робби, Томом Экерли, Джози Макнамарой и Софией Керр. Компания описывает свою деятельность как производство фильмов и телепрограмм, ориентированных на женщин.
LuckyChap Entertainment продюсировала фильмы и телесериалы, в том числе «Тоня против всех» (2017), сериал Hulu «Куколка» (2019), «Хищные птицы», «Девушка, подающая надежды» и «Барби» (2023).
По состоянию на 2021 год работы, произведенные компанией, получили 8 номинаций на премию Оскар и 11 на BAFTA. В 2018 году фильм Тоня против всех получил премию Оскар за лучшую женскую роль второго плана. Три года спустя фильм Девушка, подающая надежды получил премию Оскар за лучший оригинальный сценарий и BAFTA за лучший оригинальный сценарий и выдающийся британский фильм.